# Francesca Di Giovanni
Francesca Di Giovanni (ur. 24 marca 1953 w Palermo) – włoska prawniczka, dyplomatka watykańska.

## Życiorys
Absolwentka wydziału prawa. Pracowała jako notariusz. Następnie pełniła funkcje prawno-administracyjne w Międzynarodowym Ośrodku Dzieła Maryji (ruch Focolari), do którego sama należy.
W 1993 rozpoczęła służbę w dyplomacji watykańskiej w Sekcji ds. Relacji z Państwami w Sekretariacie Stanu Stolicy Apostolskiej. Zajmuje się m.in. sprawami dot. imigrantów i uchodźców, międzynarodowego prawa humanitarnego, komunikacji, międzynarodowego prawa prywatnego, statusu kobiet, własności intelektualnej i turystyki.
15 stycznia 2020 została mianowana przez papieża Franciszka podsekretarzem w Sekretariacie Stanu Stolicy Apostolskiej w sekcji ds. relacji z państwami. To pierwszy raz, kiedy kobieta pełni kierownicze stanowisko w Sekretariacie Stanu.